# Papilio karna
Papilio karna is een vlinder uit de familie van de pages (Papilionidae). De wetenschappelijke naam van de soort is voor het eerst geldig gepubliceerd in 1864 door Cajetan Freiherr von Felder & Felder.

## Kenmerken
De achtervleugels van deze donkergekleurde vlinder vertonen groene weerschijn en zijn ook voorzien van oogtekeningen.

## Verspreiding en leefgebied
Deze vlindersoort komt voor van oostelijk Maleisië tot meerdere eilanden van Indonesië en de Filipijnen.